# کینگ، انتاریو
کینگ، انتاریو (به انگلیسی: King) یک سکونتگاه مسکونی در کانادا است که در Regional Municipality of York واقع شده‌است.

## خصوصیات
کینگ ۳۳۳٫۳۰ کیلومترمربع مساحت و ۱۹٬۸۹۹ نفر جمعیت دارد.